# Ekwok
Ekwok és un municipi d'Alaska (Estats Units) que té 130 habitants.

## Història
Ekwok significa "final del farol" (vora del riu) en la llengua yupik, i prové de iquk ("fi"). Ekwok és el poble yupik ocupat de manera continuada més antic del riu Nushagak. Durant el segle xix, l'assentament es va utilitzar a la primavera i a l'estiu com a campament de pesca i, a la tardor, com a camp base per a la collita de baies. El 1923, era l'assentament més gran del riu.
Des de principis de la dècada de 1900 fins al 1941, el correu va ser lliurat per trineus de gossos des de Dillingham. El 1941 es va obrir una oficina de correus a Ekwok. Abans del 1960, la majoria dels edificis d'Ekwok estaven situats en una zona baixa prop del riu. Després d'una inundació a principis dels anys seixanta, el poble es va traslladar a la seva ubicació actual.